# Geschichte Kambodschas

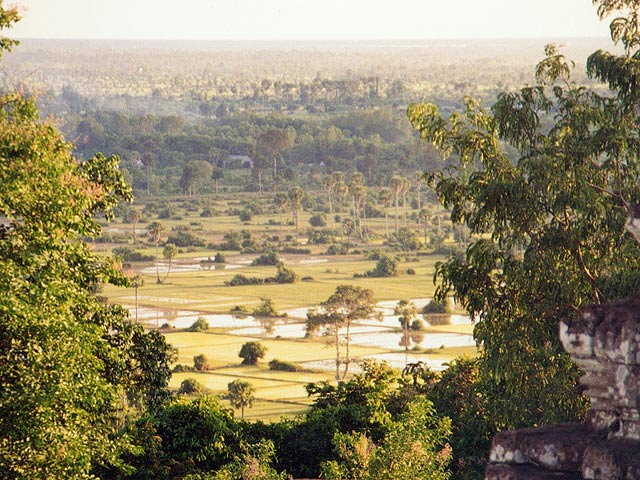
Reisfelder im Gebiet von Angkor

Die Geschichte Kambodschas umfasst die Entwicklungen auf dem Gebiet des Königreichs Kambodscha von der Urgeschichte bis zur Gegenwart. Sie beginnt mit den ersten Siedlungen, deren erste Spuren auf 4200 v. Chr. datiert werden können. Im engeren Sinne umfasst sie den Zeitraum der letzten 1200 Jahre, in dem sich das Reich der Khmer (gesprochen: kmer) entwickelte, wie die Kambodschaner sich selbst und ihre Sprache nennen.

## Frühzeit
Reste von Keramik, die in einer Höhle im Nordwesten Kambodschas gefunden wurden, weisen auf eine Besiedelung Kambodschas seit mindestens 4200 v. Chr. hin. Weitere archäologische Funde deuten auf die Siedlungstätigkeit einer neolithischen Kultur im 2. Jahrtausend v. Chr. hin, deren Angehörige aus Südostchina ins heutige Kambodscha eingewandert waren. Sie errichteten Pfahlbauten entlang des Mekong, lebten vom Fischfang und vom Reisanbau, hielten Haustiere und waren bereits zu primitiven Erdbauten in der Lage.

### Funan-Reich (1.–7. Jahrhundert)
Im 1. Jahrhundert v. Chr. entstand das Königreich Funan am Mekong-Delta und entlang der Küste. Es war stark von der indischen Kultur beeinflusst, geriet aber durch den aufkommenden Seehandel auch mit den Kulturen von China, Malaysien und Java in Kontakt. Zu Beginn des 3. Jahrhunderts n. Chr. erreichte Funan seine größte Ausdehnung, bis es 357 zu einem Vasallenstaat Chinas wurde. Zu Beginn des 5. Jahrhunderts wurde der aus Indien stammende Shivaismus unter König Kaundinya Staatsreligion. Erst im 6. Jahrhundert begann Funans Niedergang, der durch das Aufgehen im Chenla-Reich mit der Hauptstadt Isanapura zu Beginn des 7. Jahrhunderts beendet wurde.

### Chenla-Reich (7.–8. Jahrhundert)
Das Chenla-Reich bestand vermutlich aus einer Reihe relativ unabhängiger Fürstentümer, die sich um verschiedene kulturelle Zentren erstreckten, darunter beispielsweise Sambor Prei Kuk. Bereits im 8. Jahrhundert zerfiel der Verbund in ein Nord- und ein Südreich, von denen sich um 715 weitere kleinere Einheiten abspalteten. Die Sailendra von Java zogen aus der resultierenden Schwäche einen Vorteil und brachten die Küstengebiete unter ihren Einfluss. 790 konnte Jayavarman II., der spätere erste König des Khmer-Reiches, aus dem Exil auf Java auf das Festland zurückkehren und damit beginnen, die zersplitterten Fürstentümer erfolgreich zu einigen.

## Khmer-Reich (9.–15. Jahrhundert)

Das Khmer-Reich im 10. Jahrhundert

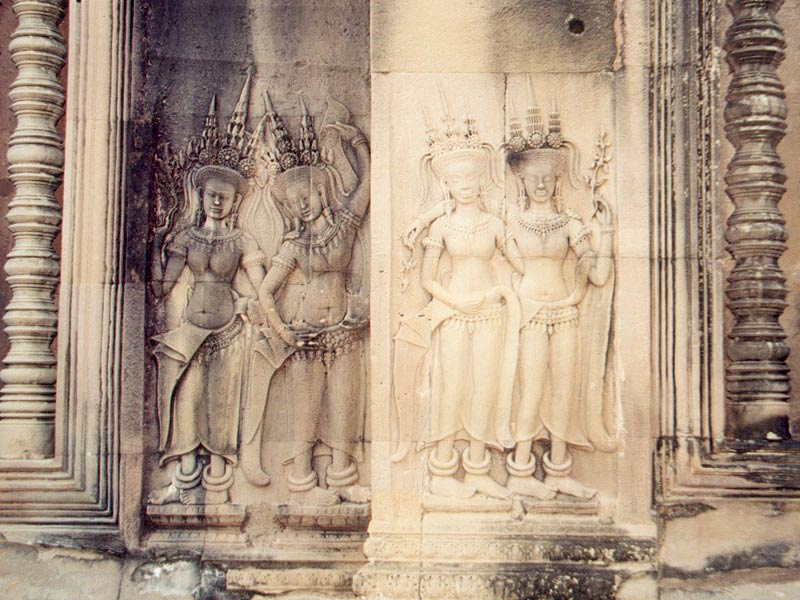
Apsaras an einer Wand des Angkor Wat

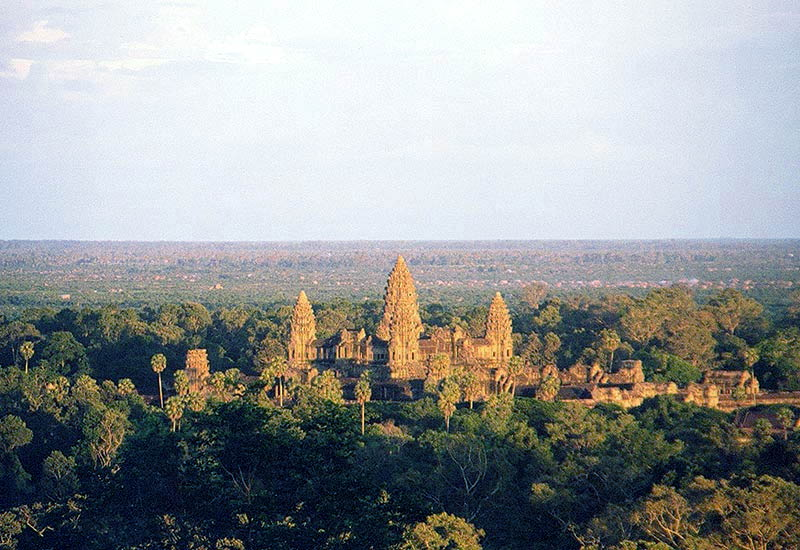
Angkor Wat (12. Jahrhundert)

Der Beginn des Khmer-Reiches von Angkor (khmer: ‚Stadt‘), von den Khmer selbst „Kambuja“ genannt, wird üblicherweise mit dem Jahr 802 angegeben, jenem Jahr, in dem sich Jayavarman II. der Überlieferung zufolge zum Deva-raja (etwa: „König der Könige“) erheben ließ. Er einte die Khmer unter seiner Herrschaft, machte das Reich unabhängig vom Seereich Javas und gründete mit Hariharalaya die erste Hauptstadt in der Region von Angkor. In der Regierungszeit des bedeutenden Yasovarman I. (889–910) wurde die Hauptstadt jedoch nach Yasodharapura verlegt.
1177 wurde Angkor erstmals von den benachbarten Cham aus dem Reich der Champa eingenommen, doch sehr viel bedrohlicher waren die Thai-Völker, die sich im Laufe des 13. und 14. Jahrhunderts zu den Staatsgebilden von Sukhothai und Ayutthaya zusammenschlossen und die Herrschaft der Khmer abzuschütteln begannen. Diese Reiche waren zunächst Vasallenstaaten, doch wurde Angkor nach und nach zurückgedrängt, bis das Reich 1431 schließlich durch Ayutthaya eingenommen wurde. Angkor wurde als Hauptstadt aufgegeben, nachdem die Siamesen das Gebiet eingenommen hatten. Einzelne Tempel, wie der Angkor Wat, wurden zwar weiterhin besucht, aber die Mehrzahl der Bauwerke wurde von der tropischen Vegetation überwachsen und verfiel. Die Überführung des letzten Khmer-Königs in siamesische Gefangenschaft 1594 bedeutete das Ende der etwa tausendjährigen Hochkultur der Khmer.
Einer breiteren Öffentlichkeit im Westen wurden die Überreste von Angkor Ende des 19. Jahrhunderts bekannt, nachdem Forscher wie Henri Mouhot bebilderte Reiseberichte und geraubte Kunstwerke nach Europa gebracht hatten. Diese Entdeckungsreisenden bereiteten schließlich den französischen Zugriff auf Indochina vor.
In seiner größten Ausdehnung umfasste Kambuja das heutige Staatsgebiet von Kambodscha, das Delta des Mekong, das südliche Laos sowie das untere Thailand (Siam) bis zum Isthmus von Kra. Wirtschaftlich basierte das Reich auf der Landwirtschaft, insbesondere dem durch künstliche Bewässerung sehr erfolgreich betriebenen Anbau von Reis, und dem Fischfang. Angkor liegt nahe am fischreichen See Tonle Sap, dem größten See in Südostasien. Daneben wurde auch Handel mit benachbarten Reichen und insbesondere mit China betrieben. Die Kultur der Khmer war stark von Hinduismus und Buddhismus beeinflusst, wobei letzterer auch heute noch ein tragendes Element der kambodschanischen Gesellschaft darstellt.

## Abhängigkeit von Thailand und Vietnam (15.–19. Jahrhundert)

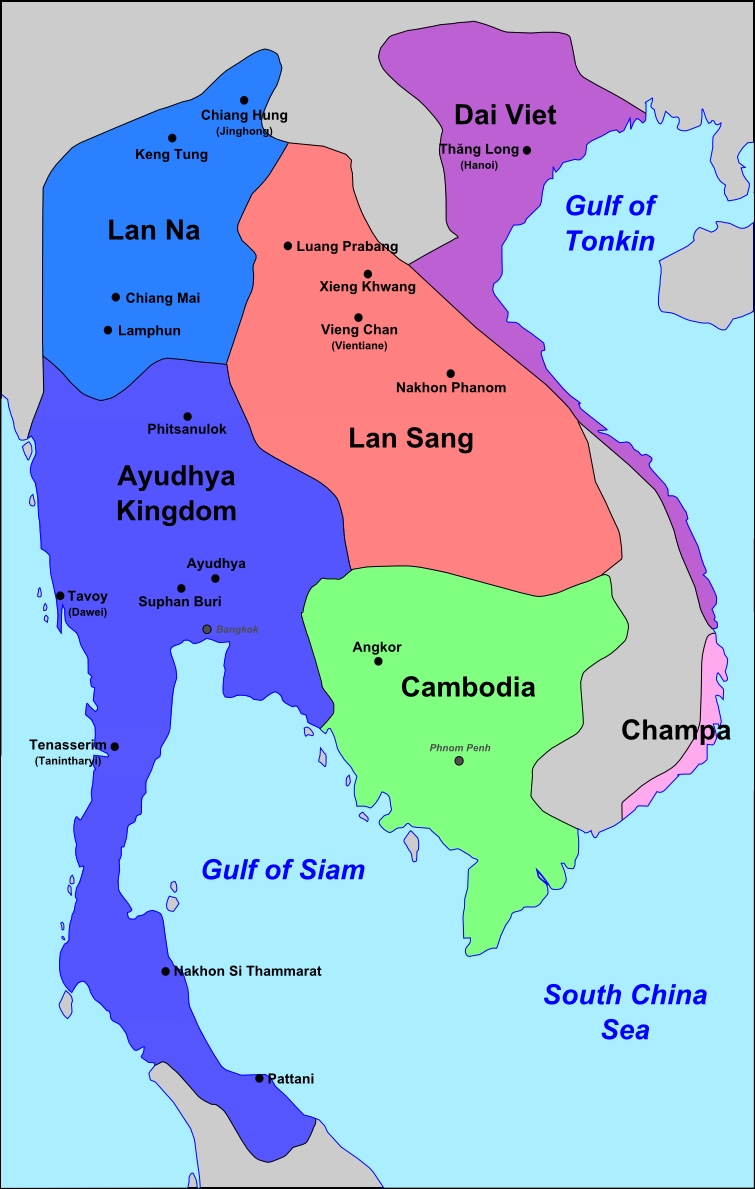
Einflusszonen in Indochina um 1540

1431 war Kambodscha zu einem Vasallen der Thai geworden. Nach der Aufgabe Angkors wurde Chaktomuk (das heutige Phnom Penh) Hauptstadt, im 16. Jahrhundert wurde sie nach Longvek verlegt, ab der ersten Hälfte des 17. Jahrhunderts war die Residenz in Udong.
Ab dem 17. Jahrhundert, als sich im Osten das Reich Annam (Vietnam) bildete, wuchs auch von dort der Druck auf das kambodschanische Staatswesen, da auch Annam Tribut forderte. Im späten 18. Jahrhundert eroberte Annam Cochinchina, das bis dahin von Kambodscha abhängig war. Im Westen verlor Kambodscha Provinzen an Siam. 1807 errichtete das vereinigte Vietnam ein Protektorat auf kambodschanischem Boden, nachdem sich König Ang Chan II. auf Seite Vietnams geschlagen hatte. Hauptstadt des Protektorats war weiterhin Udong (auch Odongk geschrieben). Die Brüder Ang Chans rebellierten mit siamesischer Unterstützung zwischen 1811 und 1813, danach wurde die vietnamesische Kontrolle umso stärker und die Erbin Ang Chans, Ang Mei, war eine bloße Marionettenkönigin.
Im Jahr 1840/1841 führte ein Aufstand gegen die vietnamesische Vorherrschaft in Kambodscha zu einem erneuten siamesisch-vietnamesischen Krieg, der nach einem militärischen Patt durch eine vietnamesisch-siamesische Verständigung gelöst wurde: Das Land sollte durch beide Nachbarn gemeinschaftlich beherrscht werden. Die Regierungszeit des Königs Ang Duong war insgesamt eine Zeit des Friedens und eines gemäßigten Wohlstands. Um sich weiter gegen den Einfluss der Thai und Vietnamesen zu wehren, wandte Ang Duong sich 1854 mit einem Schutzgesuch an den französischen Kaiser Napoleon III., doch wurde ein Zusammentreffen des Königs mit den Franzosen im Jahr 1856 von den am Hof weilenden siamesischen Beobachtern vereitelt.
König Norodom I., der 1859 mit Hilfe Siams gegen die Truppen seines Halbbruders Sisowath I. den Thron bestieg, verlegte die Hauptstadt nach Phnom Penh. Um nicht weiter Spielball zwischen Siam und dem Kaiserreich Vietnam zu sein und um sich gegen seine Halbbrüder abzusichern, wandte er sich wie sein Vater an das Zweite Kaiserreich und bat um Schutz. Frankreich, nun im Besitz von Cochinchina, nahm dieses Ersuchen an, weil es in Kambodscha einen geeigneten strategischen Puffer gegen Thailand sah. Der Schwerpunkt für Paris blieb aber die Kolonialisierung Vietnams, während die traditionellen Herrschaftsstrukturen in Kambodscha unberührt blieben und die Ausbeutung der Rohstoffe sich auf einem niedrigen Niveau bewegte.

## Französische Kolonialherrschaft (1863–1953)
1863 erklärte Frankreich Kambodscha zum Protektorat. Die Franzosen versorgten den König mit Militärhilfe, um eine Rebellion niederzuschlagen. Gleichzeitig verlangte Frankreich Schürfrechte und das Recht zur Exploration des Gebiets, da in Kambodscha – wie auch in Laos – große Goldvorkommen vermutet wurden. 1867 schloss Frankreich einen Vertrag mit Siam, wonach den Siamesen die Hoheit über Battambang und Siem Reap zugestanden wurde, im Gegenzug aber Frankreichs Interessen im vormaligen siamesischen Vasallenstaat Kambodscha anerkannt wurden.

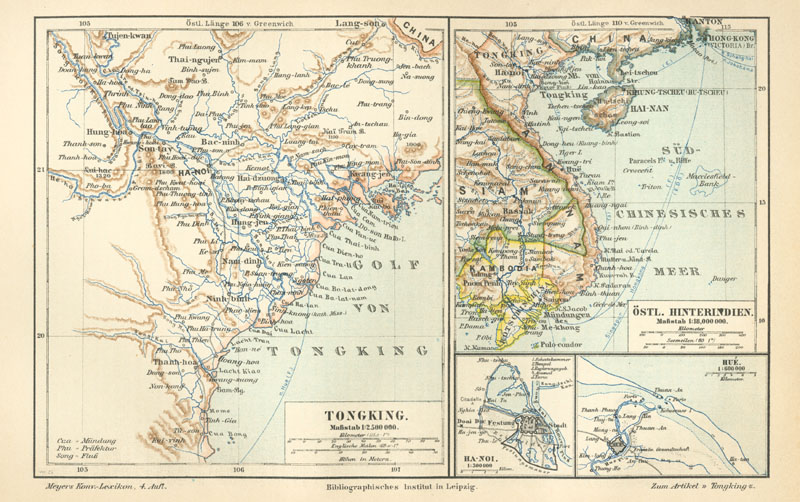
Karte der Region um 1888

Der französische Einfluss blieb zunächst gering. Erst 1884 brachte ein französisches Kanonenboot einen Gouverneur nach Kambodscha, der einen Vertrag aushandeln sollte. Die Vereinbarung beinhaltete umfangreiche Reformen, darunter die Abschaffung der Sklaverei (tatsächliche Abschaffung 1884) und die Einführung des Rechts an Besitz von Privatland. König Norodom zögerte, musste aber schließlich zustimmen. Trotz des Abschlusses blieb der Vertrag folgenlos, bis Kambodscha 1887 Teil des neu geformten Indochina wurde.
Indochina bestand aus Tongking, Annam-Vietnam, Kambodscha und Laos, das 1893 eingegliedert wurde. Seit 1897 handelte der Generalgouverneur (résident général) im Namen des Königs. Die französische Kolonialverwaltung betrachtete Vietnam als das Herz von Indochina, Kambodscha erhielt weniger Aufmerksamkeit. Sofern Einheimische in der Verwaltung angestellt waren, dominierten Vietnamesen. Dieser Umstand verstärkte den seit Jahrhunderten schwelenden Konflikt zwischen Kambodschanern und Vietnamesen. 1907 musste Siam in einem Vertrag den Verzicht auf die Provinzen Battambang und Siem Reap erklären, die zu Kambodscha und damit zu Indochina kamen.
Frankreich schirmte Kambodscha weitgehend von äußeren Einflüssen ab, insbesondere gegenüber Vietnam und später dem Kommunismus. Zu dieser Zeit war es sehr ländlich geprägt, und nur 15 % der Bevölkerung lebten in Städten. Der überwiegende Anteil der Bauern betrieb Subsistenzwirtschaft oder produzierte Reis für die lokalen Märkte. Die ethnische Zusammensetzung war anfangs relativ homogen gewesen, wobei Chinesen und Vietnamesen das Geschäftsleben dominierten. Die französische Kolonialpolitik mit ihren Grenzverschiebungen führte dazu, dass in Kambodscha vermehrt ethnische, nicht integrierte Minoritäten entstanden, wie zum Beispiel Vietnamesen, Chinesen, Laoten, Thai, muslimische Cham und weitere kleinere Volksgruppen, so dass die Khmer zu dieser Zeit 80 % der Bevölkerung stellten. Einige dieser Minderheiten siedelten in strategisch bedeutsamen Regionen wie Grenzgebieten oder an Flüssen, die die Hauptverkehrswege bildeten. Auf der anderen Seite entstanden durch die Grenzverschiebungen in Thailand und Vietnam jeweils Minderheiten von einer Million Khmer. Bis auf die muslimischen Cham, katholische Vietnamesen und einige animistische Bergvölker blieb Kambodscha buddhistisch, zumal die französische Kolonialregierung in den 1920er Jahren den zunehmend populären Caodaismus verboten hatte. Das Bildungssystem blieb bis zum Ende der französischen Kolonialherrschaft rudimentär und konnte nicht an die Stelle der stark an Einfluss verlierenden buddhistischen Klosterschulen treten. So absolvierten bis 1954 nur 144 Kambodschaner erfolgreich eine Sekundarausbildung, und ein tertiärer Bildungsbereich fehlte komplett.
Im Zweiten Weltkrieg unterzeichnete das französische Vichy-Regime im September 1940 den Henry-Matsuoka-Vertrag, der Japan das Recht einräumte, Truppen in Indochina zu stationieren. Damit wurde Indochina abhängig von Japan. Nach dem Französisch-Thailändischen Krieg trat Frankreich im Jahr 1941 die beiden Provinzen Battambang und Siem Reap wieder an Siam (ab 1939 „Thailand“) ab. Im gleichen Jahr setzten die Franzosen Prinz Norodom Sihanouk auf den kambodschanischen Thron. Im Juli 1942 kam es nach der Verhaftung von zwei buddhistischen Mönchen zu den ersten politischen Demonstrationen in der Neuzeit Kambodschas. Im Frühjahr 1945 ermutigten die Japaner den König, Kambodscha für unabhängig zu erklären, was dieser am 13. März 1945 tat. Nachdem Japan am 15. August kapituliert hatte, kehrten die Franzosen jedoch nach Indochina zurück.
Nach dem Zweiten Weltkrieg versuchte Paris mit Unterstützung der Vereinigten Staaten möglichst lange Französisch-Indochina zu halten, was dazu führte, dass trotz der historischen Gegnerschaft immer mehr Kambodschaner eine antikoloniale Allianz mit Vietnam befürworteten. Am 4. Juni 1949 gliederte die französische Kolonialverwaltung das Gebiet Kampuchea Krom mit dem Mekong-Delta aus Kambodscha aus und ihrem Protektorat Cochinchina ein. Damit wurde es infolge der Indochina-Konferenz 1954 ein Teil des heutigen Vietnams. Spätere Versuche der Roten Khmer, Kampuchea Krom zurückzuerobern, scheiterten. In dem Gebiet leben heute etwa 12 Millionen ethnische Khmer.
Am 8. November 1949 erhielt Kambodscha die formelle Unabhängigkeit im Rahmen der Französischen Union, am 9. November 1953 die vollständige Unabhängigkeit von Frankreich.
Am 20. Juli 1954 bestätigte die Genfer Indochina-Konferenz die volle Souveränität Kambodschas.

## Unabhängiges Königreich Kambodscha (1954–1970)

Die Flagge des Königreichs Kambodscha, identisch mit der heutigen

### Außenpolitik
Südostasien bildete mehr und mehr den Schauplatz für den Konflikt zwischen den Supermächten China, UdSSR und den USA, repräsentiert durch die prowestlichen Nachbarstaaten Südvietnam und Thailand auf der einen Seite und dem kommunistischen Nordvietnam auf der anderen Seite. Die nach der Unabhängigkeit von Frankreich gegründete kleine kambodschanische Armee mit rund 35.000 Soldaten war schlecht ausgerüstet und schwach ausgebildet und hätte keinem der umliegenden Nachbarländer im Falle eines ernsthaften Konfliktes standhalten können.
König Norodom Sihanouk befürchtete, dass sein Land die gerade gewonnene Unabhängigkeit in diesem Konflikt wieder verlieren könnte und zwischen den Nachbarländern zerrieben würde. Die einzige Chance für Kambodscha, langfristig als souveräner Staat zu überleben, sah er in einer strikten Neutralität nach dem Vorbild der Schweiz und einer wirtschaftlichen Unabhängigkeit vom Ausland. In seiner buddhistisch geprägten Mentalität sollte Kambodscha „zum Freund aller Länder und Blöcke“ werden.
Diese Form der Neutralität wurde von den USA und den proamerikanischen Nachbarstaaten Thailand und Südvietnam ungläubig betrachtet und jeder Kontakt Kambodschas mit Nordvietnam oder der Volksrepublik China als Konfrontation gegen die USA und Parteinahme bewertet.
Während China mit Kambodscha zunächst eine beratende Freundschaft pflegte, kam es immer wieder mit Südvietnam zu Grenzkonflikten. Kambodschas strikte Neutralität und seine Ablehnung, in die SEATO (amerikanisch geleitetes Militärbündnis südostasiatischer Staaten) einzutreten, führten zum Ende der amerikanischen Militärhilfe und zu einem Wirtschaftsembargo Kambodschas durch Südvietnam und Thailand. Schließlich inszenierten Südvietnam und Thailand 1959 mit Hilfe der USA einen erfolglosen Militärcoup gegen Norodom Sihanouk.

### Wirtschaftliche Situation und Reformpolitik
Etwa 90 Prozent der Bevölkerung lebte auf dem Land von der Landwirtschaft und dem Fischfang. Der Handel und die Finanzen lagen in den Händen chinesischer Minderheiten, während vietnamesische Minderheiten den Großteil der öffentlichen Verwaltung bildeten. Einerseits verfügte Kambodscha über reiche Bodenschätze in Form der größten durchgehenden (und außerordentlich fruchtbaren) Anbauflächen und der Fischvorkommen im Tonle Sap, anderseits waren die meisten der Kleinbauern tief verschuldet und die landwirtschaftliche Bebauung und Infrastruktur veraltet und marode. Im Gegensatz zu der Situation in den meisten anderen asiatischen Staaten waren die kambodschanischen Kleinbauern auch Landeigner, jedoch waren die Anbauflächen häufig zu klein, um sie effektiv zu bewirtschaften. Das Bewässerungssystem für den Reisanbau war in vielen Teilen des Landes seit langen Jahren nicht modernisiert worden und in einem desolaten Zustand.
Wirtschaftspolitisch suchte König Norodom Sihanouk einen Weg des langsamen Übergangs von einer landwirtschaftlich dominierten Wirtschaft zu einer Kombination aus Landwirtschaft und Industrie, ohne dabei in ausländische Abhängigkeit zu geraten oder die kulturellen Traditionen Kambodschas zu stören. Seine Vision für Kambodscha bestand aus einem neutralen, buddhistisch geprägten Sozialismus. Neben der Modernisierung der Landwirtschaft sah dies auch den Aufbau eines staatlichen Bildungs- und Gesundheitswesens und einer Industrie vor. Insbesondere im Bildungswesen und in der Verkehrs- und Bewässerungsinfrastruktur konnten Fortschritte verzeichnet werden. Die Bevölkerung, insbesondere auf dem Land, verehrte Norodom Sihanouk zu dieser Zeit wie einen Gottkönig. Das Frauenwahlrecht wurde 1956 eingeführt.

### Entwicklung zum ersten Bürgerkrieg (1966–1970)
Ab 1966 verdichtete sich zunehmend eine Reihe von Ereignissen, die 1970 zur Machtübernahme durch den Premier- und Verteidigungsminister General Lon Nol führten. Besonders destabilisierend wirkte sich der Vietnamkrieg aus, der seit 1965 im Nachbarland tobte.

#### Außenpolitik
Zunehmende Grenzüberschreitungen durch Thailand, Südvietnam und die in Vietnam stationierte US-Armee erschwerten die Politik der Neutralität, die Sihanouk zu betreiben versuchte. Es kam zu gewaltsamen Zusammenstößen zwischen der kambodschanischen und der US-amerikanischen Armee, da die vietnamesischen Guerilleros des Vietcong und die nordvietnamesische Armee Kambodscha als Rückzugs- und Verteilungsraum für Waffen und Soldaten nutzten.
Nachdem Sihanouks Versuche, die Neutralität von Kambodscha aufrechtzuerhalten und sich die territoriale Souveränität und Unabhängigkeit Kambodschas seitens der Großmächte USA, China und der UdSSR bestätigen zu lassen, gescheitert waren, brach Kambodscha die diplomatischen Beziehungen mit den USA ab und nahm diplomatische Beziehungen mit Nordvietnam und dem Vietcong auf. Amerikanische Soldaten, die sich auf kambodschanischem Gebiet aufhielten, wurden gefangen genommen. Die USA befürchteten, mit der Anerkennung der territorialen Grenzen Kambodschas sowie der Neutralität und der Souveränität des Landes ihre Partner Thailand und Südvietnam zu verärgern. Erst 1969 wurden die diplomatischen Beziehungen zwischen Kambodscha und den USA wiederhergestellt, gleichzeitig begannen die USA jedoch mit zunächst geheimen Flächenbombardements auf Vietcong-Stützpunkte in Kambodscha.

#### Innenpolitik
Innenpolitisch machten dem jungen Königreich vor allem die Aktivitäten der ersten Vorläufer der Roten Khmer zu schaffen, zwischen denen und der Regierungsarmee es auch bereits zu vereinzelten bewaffneten Konfrontationen kam. Die Elite des Landes befand sich in zunehmender Opposition zu Sihanouks Regierungsprogramm. Die rechtsgerichtete Elite störte sich an dessen sozialistischen Teilen, wohingegen die linksgerichtete Intelligenzia vor allem die Korruption kritisierte. Wegen des Abbruchs der amerikanischen Militärhilfe waren auch Angehörige der Armee schlecht auf Sihanouk zu sprechen, der aber weiterhin bei der Landbevölkerung eine gottgleiche Verehrung erfuhr.
Die Intelligenzelite bestand zu einem großen Teil aus den Studenten, die Sihanouk im Rahmen seines sozialistischen Programmes mit Stipendien in das Ausland geschickt hatte, um Kambodscha von ausländischen Beratern und Spezialisten unabhängig zu machen. Unter diesen Auslandsstudenten befand sich unter anderem der Mann, der später unter dem Namen Pol Pot die Terrorherrschaft der Roten Khmer leiten sollte. Als diese Studenten zurückkehrten, fanden sie einerseits wenig offene Positionen vor, und anderseits wurden viele Positionen eher aufgrund von Loyalität als aufgrund von Fachwissen besetzt. Dazu kam eine zu große Toleranz Prinz Sihanouks für Korruption in seiner Regierung und Verwaltung und seiner eigenen Familie, die zu weiterer Unzufriedenheit der linksgerichteten Intelligenzelite führte.

#### Machtübernahme durch Lon Nol
Die USA betrieben massive Wirtschafts- und Militärhilfe in Thailand und Südvietnam, und die wirtschaftliche Elite Kambodschas befürchtete, durch Prinz Sihanouks strikte Neutralität den Anschluss an diesen Boom zu verpassen. Die Verstaatlichung der privaten Banken und des Exporthandels im Rahmen von Prinz Sihanouks sozialistischem Programm befeuerten diese Unzufriedenheit.
Während einer Auslandsreise wurde Prinz Sihanouk 1970 überraschend durch das rechtsgerichtete Parlament abgewählt. Der bisherige Premier- und Verteidigungsminister General Lon Nol übernahm daraufhin die Macht in Kambodscha. Aufgrund sehr enger Kontakte zwischen seinem Vertreter und der amerikanischen Regierung wird bis heute vermutet, dass diese Abwahl durch die USA inszeniert worden sei, jedoch liegen, im Gegensatz zum Putschversuch von 1959, keine Beweise dafür vor.
Wenige Tage nach der Machtübernahme von General Lon Nol begannen gemeinsame Angriffe der kambodschanischen, amerikanischen und südvietnamesischen Armee gegen Vietcong-Stützpunkte in Kambodscha, und Kambodscha erklärte den Krieg gegen die Vietcong und die nordvietnamesische Armee.
Auf Anraten der Volksrepublik China gründete Prinz Sihanouk in seinem Exil in Peking zusammen mit Vertretern der Roten Khmer die kambodschanische Befreiungsfront und rief die Bevölkerung Kambodschas in Radioansprachen zum Widerstand gegen die kambodschanische Regierung unter General Lon Nol auf. Die Roten Khmer deklarierten Prinz Sihanouk zum offiziellen Führer, jedoch ließen sie ihn diese Rolle lediglich nach außen aus seinem Exil wahrnehmen. Die Volksrepublik China, Nordvietnam und der Vietcong begannen mit der Ausrüstung und Ausbildung der Roten Khmer.

## Republik Khmer und erster Bürgerkrieg (1970–1975)

Die Flagge der Khmer-Republik

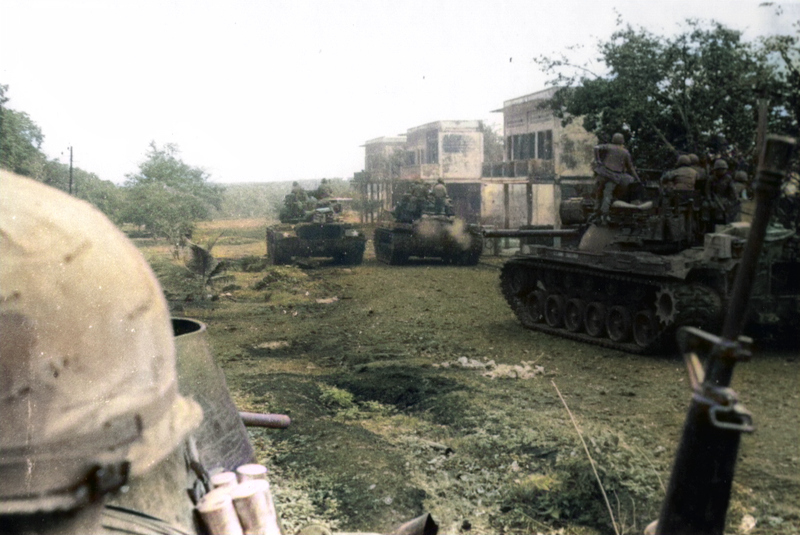
Die US-Armee marschiert am 4. Mai 1970 im kambodschanischen Snuol ein

Nach der Machtübernahme durch General Lon Nol wurde Kambodscha in Republik Khmer (République Khmère) umbenannt und offiziell in ein präsidentielles Regierungssystem umgewandelt.
Kambodscha verließ seine neutrale Position im Indochina-Konflikt und schloss sich den USA, Thailand und Südvietnam an. Nordvietnam und der Vietcong wiederum brauchten nicht mehr auf die durch Prinz Sihanouk vorher betriebene und durch die Volksrepublik China unterstützte Neutralität Rücksicht zu nehmen und verlegten ihre Truppen tief nach Kambodscha. Die kambodschanische Armee war mit dieser Situation völlig überfordert. Die einzigen beiden Offensiven (Operation Chenla 1 und 2) scheiterten mit großen Verlusten der Regierungsarmee.
Bis 1973 wurde der Kampf hierbei fast ausschließlich durch die nordvietnamesische Armee und den Vietcong geführt, die bereits ab 1971 etwa vier Fünftel von Kambodscha kontrollierten. Die Roten Khmer erwarben sich in dieser Zeit die Unterstützung der Landbevölkerung und rüsteten sich militärisch aus. Dörfer wurden in kommunistische Kooperativen aufgeteilt und die Nachrichtenverbindungen zwischen den Dörfern durch die Roten Khmer kontrolliert. Nachdem die Roten Khmer ihre Ausbildung und Ausrüstung durch den Vietcong und Nordvietnam 1973 abgeschlossen und ihre Unterstützung durch die Landbevölkerung gesichert hatten, kam es zur Trennung und zu ersten Differenzen zwischen den Roten Khmer und dem Vietcong. Fast parallel griff die Regierungsarmee vietnamesische Zivilisten an. Etwa 300.000 vietnamesische Einwanderer wurden aus Kambodscha vertrieben, wobei auch zahlreiche Vietnamesen ermordet wurden.
Kurz nach der Machtübernahme marschierten etwa 20.000 amerikanische Soldaten auf der Suche nach Stützpunkten der Nationalen Front für die Befreiung Südvietnams (FNL) in Kambodscha ein. Dies zog erheblichen politischen Widerstand gegen eine Ausweitung des Krieges in den USA nach sich und führte zu einem Abzug der Soldaten. Daraufhin verstärkten die USA ihre zunächst geheimen Flächenbombardements in Kambodscha. Von März 1969 bis August 1973 wurden rund 3.500 B-52-Flächenbombardements durch die U.S. Air Force geflogen und dabei 539.129 Tonnen Bomben mit teilweise bis zu 200 Einsätzen pro Woche abgeworfen. Dies entspricht etwa drei Tonnen Bomben pro Quadratkilometer oder der doppelten Menge der Bombenlast, die auf Japan im Zweiten Weltkrieg abgeworfen wurde, und kostete die USA etwa sieben Milliarden Dollar. Die Schätzungen der Opfer unter der kambodschanischen Bevölkerung reichen dabei von 50.000 bis zu 150.000. Der Großteil des kambodschanischen Farmlandes wurde zerstört.

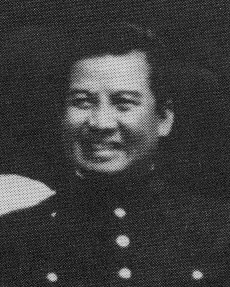
Prinz Norodom Sihanouk (1956)

Parallel dazu wurden von 1971 bis 1975 seitens der USA rund 1,1 Milliarden Dollar an Militärhilfe in Form von Waffen, Ausrüstung und Sold nach Phnom Penh transferiert. Bereits 1973 schätzte der US-Senat die Anzahl der Kriegsflüchtlinge in Kambodscha auf zwei Millionen Menschen. Trotzdem wurden jeden Tag weiterhin für eine Million Dollar Waffen, Munition und Sold nach Phnom Penh geliefert, während die humanitären Lieferungen für die Flüchtlinge gerade einmal drei Millionen Dollar pro Jahr betrugen. Phnom Penhs Bevölkerung wuchs während dieser Zeit rasant. Korruption war ein grassierendes Problem. Ein Großteil der Waffenlieferungen wurde von Generälen der Regierungsarmee direkt an den Vietcong verkauft. Die Ausrüstungen landeten auf dem Markt in Phnom Penh, und ganze Divisionen existierten nur auf dem Papier. Der Sold verschwand direkt in die Taschen der Kommandeure. Die einfachen Regierungssoldaten kämpften barfuß, sofern sie kein Geld hatten, um sich auf dem Markt die für sie bestimmte Ausrüstung zu kaufen, und nahmen ihre Familien mit in die Kampfgebiete, da sie nur mit Reis bezahlt wurden und ihre Familien sonst nicht ernähren konnten.
Die Flächenbombardements der USA sorgten nicht nur für eine breite Unterstützung der Landbevölkerung für die Roten Khmer, sondern hinterließen auch zahlreiche Kriegswaisen, die von den Roten Khmer aufgenommen und zu Kindersoldaten ausgebildet wurden. Umgekehrt wurden zahlreiche Flüchtlingskinder in Phnom Penh durch die Regierungsarmee aufgegriffen und in die Uniform gezwungen. Die Kämpfe zwischen Regierungssoldaten und Roten Khmer wurden mit zunehmender Grausamkeit geführt. Die gegenseitige Tötung verwundeter Gegner und kannibalistische Praktiken nährten neben den Flächenbombardements den Hass der Landbevölkerung gegen die Stadtbevölkerung, der sich in der späteren Diktatur der Roten Khmer entlud und zur fast vollständigen Ausrottung der ehemaligen Stadtbevölkerung führte.
Aus seinem Exil in Peking repräsentierte Prinz Sihanouk mit Hilfe der Volksrepublik China die Roten Khmer gegenüber der Weltöffentlichkeit als nationale Befreiungsorganisation für Kambodscha. Wiederkehrende Angebote zu Friedensverhandlungen lehnte er ab.
Nach der Beendigung der amerikanischen Flächenbombardements 1973 und dem Abzug der FNL und der nordvietnamesischen Armee aus Kambodscha nationalisierte sich der Krieg zu einem innerkambodschanischen Konflikt, der allerdings nur durch die Waffenlieferungen der Volksrepublik China an die Roten Khmer und die Militärhilfe der USA für die Regierungsarmee weitergeführt werden konnte. Bei der Bevölkerung Phnom Penhs entstand zunehmend der Eindruck, dass der Krieg nur noch zur Bereicherung der Generäle betrieben werde. Lebensmittelknappheit und Inflation führten zu nachlassender Unterstützung durch die Stadtbevölkerung. Viele sahen sich vor die Wahl gestellt, aus der Stadt zu flüchten und sich den Roten Khmer unterzuordnen oder in der Stadt zu verhungern.
Im April 1975 ergaben sich die rund zwei Millionen Einwohner Phnom Penhs. Etwa 20.000 Soldaten der Roten Khmer besetzten die Stadt. Das Durchschnittsalter der Soldaten betrug 13 Jahre. Die Roten Khmer wurden zunächst mit Begeisterung als Befreier empfangen, da die Stadtbevölkerung glaubte, dass Prinz Sihanouk als offizieller Repräsentant der Roten Khmer für eine Versöhnung der Stadt- und Landbevölkerung Kambodschas sorgen würde. Die Roten Khmer befürchteten jedoch einen Aufstand der Stadtbevölkerung und vertrieben die Menschen binnen drei Tagen mit Waffengewalt auf das Land. Stadtbewohner, die sich in ihren Häusern versteckten, wurden getötet. Nach einer Woche war Phnom Penh eine Geisterstadt.

## Diktatur der Roten Khmer (1975–1979)

Die Flagge des Demokratischen Kampuchea

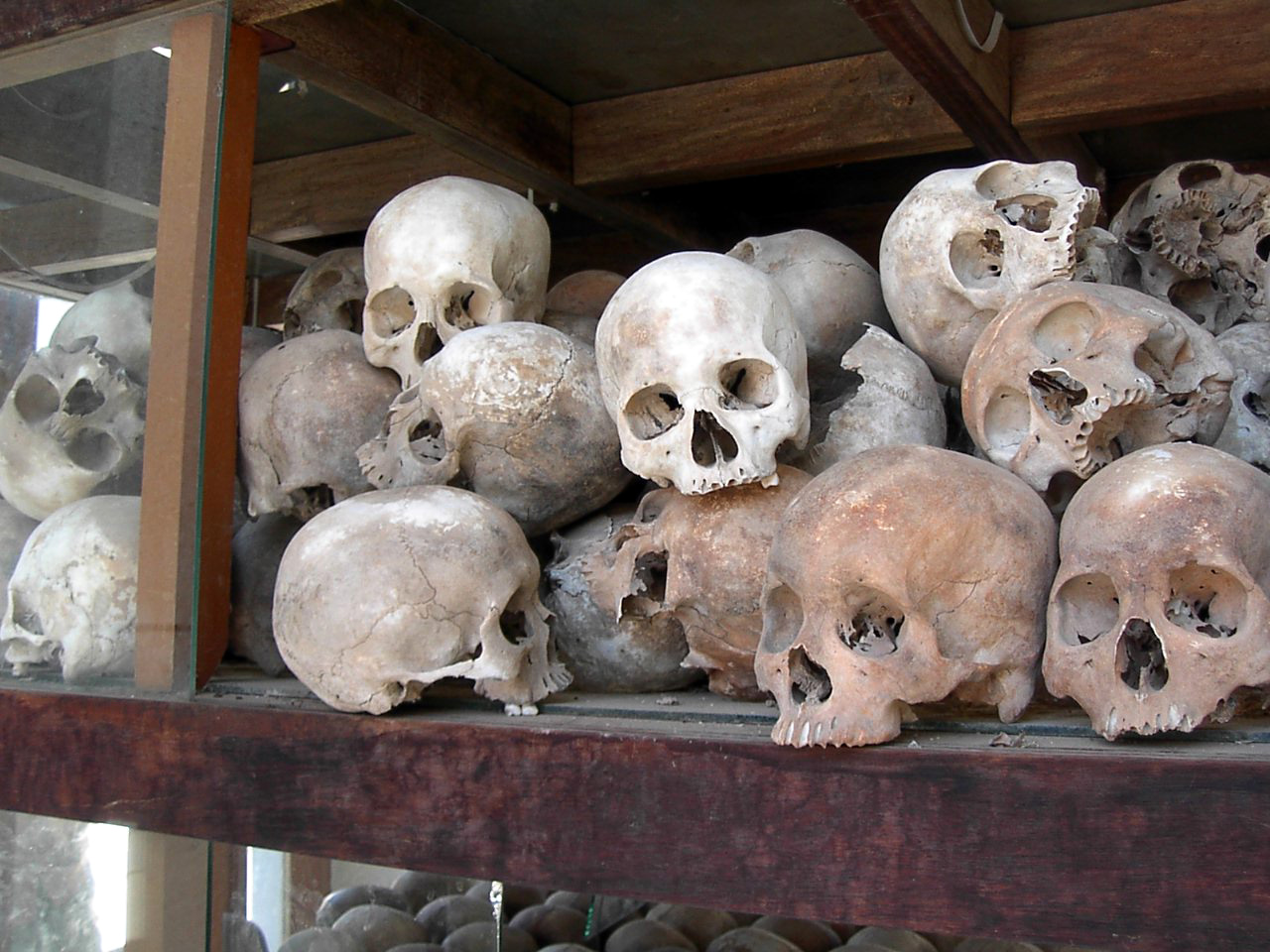
Schädel von Opfern der Gewaltherrschaft der Roten Khmer

Die Vision der Roten Khmer sah die Wiederauferstehung des Reiches von Angkor vor. Dies bedeutete außenpolitisch die Rückgewinnung von Landgebieten, die im Laufe der Jahrhunderte an Thailand und Vietnam gefallen waren, und innenpolitisch die Etablierung eines kommunistisch-maoistischen Bauernstaates, der weitestgehend unabhängig vom Ausland wäre (Autarkie).
Dazu führten die Roten Khmer eine Reihe von Maßnahmen ein:
Isolierung des Landes
- Abbruch aller Nachrichtenverbindungen aus Kambodscha in das Ausland und Schließung der Grenzen
- Isolierung der wenigen noch verbleibenden ausländischen Botschaften in Phnom Penh
- Zerstörung bzw. Konfiszierung aller Kommunikationsmittel (Radio, Telefon, Funk) im Land

Isolierung der Menschen untereinander
- Vertreibung der Stadtbewohner auf ländliche Gebiete
- Isolierung der Dörfer untereinander – Besuche zwischen Dörfern bedurften der Genehmigung durch die lokalen Roten Khmer.
- Trennung von Familien – Männer, Frauen und Kinder wurden in verschiedene Arbeitsbrigaden aufgeteilt und teilweise in verschiedene Teile des Landes deportiert.
- Einführung von Zwangsehen, wobei die Roten Khmer die aus ihrer Sicht passenden Ehepartner aussuchten.
- Politische Schulung und Nutzung der Kinder zur Überwachung der Erwachsenen (inklusive der Überwachung der eigenen Eltern)
- Versammlungsverbot mit Ausnahme der eigenen politischen Versammlung

Aufhebung aller Klassen und Unterschiede zwischen den Menschen
- Alle Kambodschaner mussten den gleichen Haarschnitt und die gleiche Kleidung tragen
- Verbot von religiöser Betätigung
- Erziehung der Kinder in politischen Schulen
- Allabendliche politische Schulungen und Versammlungen der Erwachsenen
- Gezielte Ermordung zunächst aller Intellektuellen und später aller Kambodschaner chinesischer oder vietnamesischer Abstammung
- Einführung von Gemeinschaftsküchen und Verbot der Nahrungsmittelaufnahme außerhalb einer Gemeinschaftsküche
- Einführung von Gemeinschaftskindergärten
- Verbot von Gefühlsäußerungen (Weinen, Lachen, Trauern), sofern sie nicht der Bejubelung von Parteimaßnahmen galten
- Verbot allen persönlichen Eigentums
- Etablierung von Dreierteams als kleinste Arbeitseinheit mit Auflage der gegenseitigen Überwachung – bei Flucht eines Teammitgliedes wurden die verbleibenden beiden Teammitglieder getötet
- Vereinheitlichung der persönlichen Ansprache und Begrüßung. Jede Form von persönlicher Anrede wie „Mama“, „Papa“, „Tante“ usw. wurde durch das Wort „Kamerad“ ersetzt.

Entwicklung des Bauernstaates:
- Vertreibung aller Stadtbewohner auf ländliche Gebiete
- Abschaffung des Geldes, der Märkte und des Tauschhandels
- Zerstörung aller technischen Geräte mit Ausnahme von militärisch nutzbaren Geräten
- Zerstörung der Krankenhäuser und der medizinischen Geräte
- Bau neuer Bewässerungssysteme und Rodung des Dschungels ohne technische Geräte und Planungen
- Einteilung der Reisfelder in einheitliche Parzellen der gleichen Größe und der gleichen Reisart unabhängig davon, ob dies technologisch sinnvoll war

Vereinheitlichung des Justizsystems:
- Bis auf die Todesstrafe wurden alle anderen Strafen abgeschafft. Die Todesstrafe erfolgte zunächst durch Erschießen, später zur Einsparung von Munition durch Überstülpen und Verschließen einer Plastiktüte über den Kopf oder durch Erschlagen mit einer Feldhacke. Die Leichen wurden als Dünger auf die Felder gelegt.
- Zunächst wurden diese Strafen innerhalb von Versammlungen ausgesprochen, in denen es zum Teil zunächst nur zu Verwarnungen kam, jedoch nach der ersten Verwarnung direkt die Todesstrafe folgte. Später wurden die Tötungen ohne Verwarnung und Versammlung vorgenommen.
- Darüber hinaus wurden Gefängnisse wie beispielsweise Tuol Sleng eingerichtet, in denen Gefangene, von denen man Informationen erhoffte, systematisch zu Tode gefoltert wurden. Schwangeren Frauen ehemaliger Regierungsangestellter wurden beispielsweise die Bäuche aufgeschlitzt und die Föten vor den Augen der Mütter Hunden zum Fraß vorgeworfen. Säuglinge und Kleinkinder wurden vor den Augen der Eltern mit den Köpfen solange gegen Mauern oder Bäume geschleudert, bis der Schädel zerplatzte. Überlebte jemand die Folter in einem solchen Gefängnis, wurde er unter Umständen wieder freigelassen, jedoch gibt es weniger als ein Dutzend Berichte überlebender Gefangener. Von den zehntausenden Insassen des Foltergefängnisses Tuol Sleng sind nur sieben mit dem Leben davongekommen.

Zu Anfang blieb die Landbevölkerung von diesen Maßnahmen größtenteils verschont, während die ehemalige Stadtbevölkerung großteils direkt betroffen war. Die Tötung von Menschen durch die Roten Khmer wurde zunächst heimlich durchgeführt. Mit zunehmender Kontrolle der Roten Khmer, insbesondere durch die politische Schulung von Kindern und Nutzung dieser Kinder als bewaffnete Bewacher oder Kontrolleure, wurde jedoch auch die Landbevölkerung mehr und mehr von diesen Maßnahmen in vollem Umfang getroffen, und die Ermordung von Menschen fand später uneingeschränkt öffentlich statt. Insgesamt führten Deportation, Zwangskollektivierung und Morde auf den Killing Fields zum Genozid in Kambodscha.
Um für die außenpolitischen Ziele genügend Waffen zu haben, schlossen die Roten Khmer mit China einen Vertrag, der die Lieferung von Waffen gegen Reis vorsah. Dies erforderte die Verdreifachung der geplanten und ohnehin nicht erreichten Reisproduktion. Der daraus resultierende Druck auf die lokalen Funktionäre und die durch eine Dürre verstärkte Hungersnot der Bevölkerung führten vereinzelt trotz der totalitären Kontrolle zu Revolten, die jedoch brutal niedergeschlagen wurden. Ebenso gnadenlos wurden die bestraft, die Zahlen fälschten, um das Erreichen des Solls vorzugeben. Die Nichteinhaltung der Planziele wurde durch die Führung der Roten Khmer als Sabotage der lokalen Funktionäre betrachtet und führte zu wiederholten politischen Säuberungsaktionen in den eigenen Reihen der Roten Khmer.
Außenpolitisch griffen die Roten Khmer wiederholt, jedoch erfolglos Grenzgebiete in Thailand und Vietnam an. Vietnam löste in dieser Zeit seine politischen Verbindungen mit der Volksrepublik China und intensivierte seine Beziehungen mit der UdSSR (Freundschafts- und Beistandspakt im November 1978), während die Roten Khmer ihre Verbindungen mit der Volksrepublik China vertieften. Schließlich konzentrierten die Roten Khmer ihre Angriffe primär auf Vietnam, was seitens der Weltöffentlichkeit als Stellvertreterkrieg zwischen der UdSSR und der Volksrepublik China betrachtet wurde. Die kommunistische Partei der Sozialistischen Republik Vietnam hatte jeglichen Einfluss auf ihre früheren Gesinnungsgenossen verloren.
Durch die Isolation des Landes drangen kaum Berichte über die Zustände an die Weltöffentlichkeit, und die wenigen Berichte wurden als unglaubwürdig oder wahlweise als vietnamesische oder amerikanische Propaganda deklariert.
Nach massiven Angriffen der Roten Khmer auf vietnamesische Dörfer marschierte die vietnamesische Armee nach Kambodscha ein und besetzte das Land binnen weniger Tage. Die Roten Khmer flüchteten in die schwer zugänglichen Berggebiete an der Grenze zu Thailand und begannen mit Unterstützung der Volksrepublik China, der USA und Thailand einen Guerillakrieg gegen die vietnamesischen Besatzer.
In der knapp vierjährigen Diktatur der Roten Khmer starben durch Krankheiten, Hunger und politische Massenmorde schätzungsweise zwei bis drei Millionen Kambodschaner.

## Vietnamesische Besatzung und zweiter Bürgerkrieg 1979–1989
Bedingt durch die absolute Kontrolle aller Nachrichtenverbindungen durch die Roten Khmer wussten die meisten Kambodschaner weder etwas über den Krieg mit Vietnam noch über die Invasion der vietnamesischen Armee in Kambodscha. In manchen Dörfern verschwanden die Roten Khmer einfach über Nacht und ließen die Dorfbewohner unwissend zurück, andere Dörfer verwandelten sich ohne Vorwarnung in Schlachtfelder zwischen der vietnamesischen Armee und flüchtenden Roten Khmer, wobei die Roten Khmer zahlreiche Kambodschaner als „lebende Schutzschilde“ und „Arbeitssklaven“ in die schwer zugänglichen Bergregionen an der Grenze zu Thailand verschleppten.
Die Misswirtschaft der Roten Khmer im Reisanbau, gezielte Zerstörung der verbleibenden Reisvorräte, Reis-Beschlagnahmen durch die vietnamesische Armee, aber auch die einfache Flucht der Feldarbeiter aus den ehemaligen Kollektiven zu ihren Heimatdörfern führten zu einer landesweiten Hungersnot, die im Oktober und November 1979 zum Tode von etwa 200.000 Kambodschanern führte.
Die Bilder der über die Grenze nach Thailand flüchtenden Kambodschaner, die kaum mehr als lebende Skelette waren, lösten eine weltweite Welle der Hilfsbereitschaft aus. Auf massiven Druck der USA öffnete Thailand schließlich seine Grenzen für die Flüchtlinge und gestattete den Aufbau von Flüchtlingslagern, die von der UNO, dem Roten Kreuz und anderen Hilfsorganisationen versorgt wurden. Zwischen 1979 und 1992 flüchteten etwa 300.000 kambodschanische Flüchtlinge in Camps an der thailändischen Grenze. Weitere 350.000 lebten außerhalb von Flüchtlingscamps in Thailand, und etwa 100.000 flüchteten nach Vietnam. Die Camps in Thailand wurden extern durch das thailändische Militär bewacht und intern zu einem Großteil durch die Roten Khmer kontrolliert. Etwa 250.000 Kambodschaner aus diesen Camps fanden im Laufe der Jahre Aufnahme in Europa und den USA (206.052, davon alleine 84.559 in Kalifornien), die anderen wurden 1992 nach der Besetzung Kambodschas durch die UNO wieder zurückgesiedelt.
Aber nicht nur die Knappheit an Lebensmitteln traf Kambodscha. Phnom Penh füllte sich rasch wieder mit Menschen, nachdem die befreiten, überlebenden Kambodschaner auf der Suche nach ihren Familien wieder zurück an ihre Heimatorte gezogen waren. Dort zeigten sich die Auswirkungen des Terrorregimes. Die meisten erwachsenen Männer waren tot. Im Durchschnitt überlebte pro drei Frauen nur ein Mann und schon bald entwickelte sich in Phnom Penh ein „Männermarkt“, auf dem Männer durch ihre Familien zeitweise vermietet oder zum Überleben gänzlich verkauft werden mussten. Im Laufe der folgenden Jahre entwickelte es sich temporär zur Normalität, dass mehrere Frauen sich einen Mann als Ehemann teilten, ohne dabei innerhalb der beiden Familien zusammenzuleben.
Vietnam setzte nach seinem Einmarsch in Kambodscha und der Vertreibung des Regimes der Roten Khmer eine provisorische Übergangsregierung aus Exilkambodschanern ein. Diese bestanden zu einem großen Teil aus ehemaligen Roten Khmer, die während der politischen Säuberungen der Roten Khmer in Kambodscha nach Vietnam geflüchtet waren. Chef dieser Regierung (Revolutionärer Volksrat) war Heng Samrin. Parallel dazu stationierte Vietnam rund 225.000 Soldaten in Kambodscha und besetzte alle wichtigen Positionen durch Vietnamesen.
Rund 30.000 Rote Khmer flohen in das Umland, vor allem in die unwegsamen Dschungelgebiete an der Grenze zu Thailand. In einem Blitzkrieg stießen vietnamesische Elitetruppen der 5. Division bis zur thailändischen Grenze vor. Die Vertreibung der Roten Khmer und die Besetzung Kambodschas durch Vietnam wurden seitens der USA, der Volksrepublik China und der prowestlichen ASEAN-Staaten als Versuch einer vietnamesischen Expansion mit sowjetischer Unterstützung in Asien betrachtet. Auf Druck dieser Staaten erkannte die UNO die neue kambodschanische Regierung nicht an, vergab den kambodschanischen Sitz in der UNO an die Roten Khmer und forderte den sofortigen Abzug aller vietnamesischen Truppen aus Kambodscha. Die Besetzung Kambodschas durch Vietnam wurde seitens der UNO bis 1988 offiziell als einziges Problem Kambodschas betrachtet, während die Bedrohung des kambodschanischen Volkes durch die Roten Khmer nicht in den Konflikt des Kalten Krieges passte und daher aus politischen Gründen ignoriert wurde.
Obwohl die Vertreibung der Roten Khmer durch die vietnamesische Armee für viele Kambodschaner eine Erlösung und die Rettung vor dem sicheren Tode war, war das Land weit entfernt von der Rückkehr in die Weltgemeinschaft, da es erneut zum Spielball der Supermächte wurde.
Ein Stellvertreterkrieg begann. Die Sowjetunion hatte im November 1978 einen Freundschafts- und Beistandspakt mit Vietnam geschlossen und war Hauptwaffenlieferant Vietnams. China leitete nach der vietnamesischen Invasion eine Strafaktion ein, bei der chinesische Truppen die vietnamesische Grenze überschritten. Die USA stellten sich, da die Sowjetunion damals als der Hauptfeind betrachtet wurde, auf die Seite der Roten Khmer und begannen schließlich, Pol Pot mit Waffenlieferungen in seinem Kampf gegen die kambodschanische Regierung zu unterstützen. Menschenrechtsüberlegungen gegen den Terror von Pol Pot spielten auf allen Seiten keine Rolle.
Das Wirtschaftsembargo der westlichen Welt gegenüber Vietnam wurde daher auf Druck der USA auch auf Kambodscha übertragen und die geflüchteten Roten Khmer als nichtkommunistische Widerstandsgruppe und legitime Regierung Kambodschas deklariert. Die Haltung der USA und der UNO und die völlige Ignoranz gegenüber den Verbrechen der Roten Khmer inner- und außerhalb Kambodschas verbitterten die Vietnamesen und die neue kambodschanische Regierung. Dies führte wiederum zu einem tiefen Misstrauen gegenüber allen westlichen Organisationen und einer Blockade gegenüber allen Hilfslieferungen durch den Westen in das Landesinnere. So wurde die westliche Hilfe weitgehend an die durch die Roten Khmer kontrollierten Flüchtlingslager an der thailändischen Grenze oder in den Stützpunkten der Roten Khmer in der grenznahen Bergregion Kambodschas verteilt. Wie schon in der Zeit zwischen 1970 und 1975 standen viele Kambodschaner vor der Wahl, zu verhungern oder sich als Arbeitssklaven in die von den Roten Khmer kontrollierten Gebiete zu begeben.
Trotz der Haltung der UNO kamen jedoch mehr und mehr Berichte über den Völkermord der Roten Khmer an die Weltöffentlichkeit und machten eine weitere Unterstützung der Roten Khmer durch die USA unmöglich. Als politische Lösung gründete Prinz Sihanouk auf Druck der USA, der Volksrepublik China und der ASEAN-Staaten 1982 gemeinsam mit den Roten Khmer und einer weiteren kambodschanischen Exilgruppe eine gemeinsame Befreiungsfront. Prinz Sihanouk ersetzte dabei den Führer der Roten Khmer, Pol Pot, als Exil-Präsident Kambodschas. Damit traten die Roten Khmer in den Hintergrund, und die Weltöffentlichkeit konnte sich weiterhin auf die Besetzung Kambodschas durch Vietnam konzentrieren. Während Prinz Sihanouk mit der Unterstützung der USA und der Volksrepublik China das politische Gesicht der Exilregierung einnahm, erhielten die Roten Khmer umfangreiche Waffenlieferungen aus China, die zum Teil durch die USA finanziert wurden, und bildeten die bewaffnete Front.
In den folgenden zehn Jahren kam es jedes Jahr während der Regenzeit zu Angriffen der Roten Khmer auf die vietnamesische Armee, während die vietnamesische Armee in der Trockenzeit ihre jährliche Offensive startete. Da die Roten Khmer ihre Stützpunkte in den Flüchtlingslagern ansiedelten, wurden diese Lager dabei immer wieder angegriffen bzw. durch Kämpfe zerstört. Jeder dieser Kämpfe trieb weitere kambodschanische Flüchtlinge in die Flüchtlingslager nach Thailand.
1984 rückte Kambodscha mit dem Film „The Killing Fields“, benannt nach den Killing Fields, auf denen die Massenmorde stattfanden, erneut in das Licht der Weltöffentlichkeit. Der Film zeigt am Beispiel des kambodschanischen Journalisten Dith Pran das Terrorregime der Roten Khmer und wurde international ein Kassenschlager. Die Hauptrolle wird von dem kambodschanischen Arzt Haing S. Ngor gespielt, der selber als einziger seiner Familie das Terrorregime der Roten Khmer trotz mehrfacher Folter im Gefängnis überlebte und für seine Rolle mit einem Oscar ausgezeichnet wurde. Die Roten Khmer wurden daraufhin in der Weltöffentlichkeit mit den Nazis gleichgesetzt und der Begriff „Killing Fields“ Teil des allgemeinen Sprachgebrauchs. Trotzdem änderte sich nichts am Verhalten der UNO und des Westens in Bezug auf die weitere Unterstützung und Anerkennung der Roten Khmer als Teil der Exilregierung und UNO-Vertreter Kambodschas, und der Fokus der Politik blieb auf der Besetzung durch Vietnam behaftet. Vorschläge Australiens zur Errichtung eines internationalen Gerichtshofes zur Untersuchung der Verbrechen der Roten Khmer wurden auf Druck der USA blockiert, da dies die kambodschanische Exilregierung und deren Unterstützung durch die USA und die Volksrepublik China angreifbar gemacht hätte. Seitens der USA spielte hier neben dem generellen Konflikt mit der UdSSR vor allen Dingen auch die Frage des ungeklärten Schicksals amerikanischer Soldaten in Vietnam eine Rolle und verhinderte eine Normalisierung der Beziehungen zwischen den USA und Vietnam, in deren Verlauf auch eine pragmatischere Haltung zur Kambodscha-Problematik möglich gewesen wäre.
Der erste Durchbruch zur Lösung des Kambodscha-Problems erfolgte auf Initiative der UdSSR. Michael Gorbatschows Ziel, die Beziehungen mit der Volksrepublik China und den USA zu normalisieren, führten zu Gesprächen zwischen der UdSSR, Vietnam und der Volksrepublik China in Bezug auf Kambodscha und zur vietnamesischen Zusage, bis 1990 alle Truppen aus Kambodscha abzuziehen.
Durch das persönliche Engagement und die intensive Zusammenarbeit des russischen Diplomaten Igor Rogachew und des französischen Diplomaten Claude Martin, die beide Teile ihres Lebens im Vorkriegs-Kambodscha verbracht hatten, wurden erstmals direkte Gespräche zwischen Prinz Sihanouk als Präsidenten der kambodschanischen Exilregierung und Hun Sen als kambodschanischem Premierminister im Dezember 1987 initiiert. Weitere Gespräche zwischen den beiden Politikern folgten unter weiterer Vermittlung der beiden Diplomaten.
Im Juni 1988 trat Prinz Sihanouk vom Amt des Präsidenten der Exilregierung zurück und beendete damit die Koalition mit den Roten Khmer. Vietnam zog parallel dazu die Hälfte seiner Truppen aus Kambodscha ab. Mit der zunehmenden Lösung der vietnamesischen Besatzung erhielt die Bedrohung durch eine mögliche weitere Machtübernahme der Roten Khmer einen neuen Stellenwert. Erstmals änderte die UNO ihre Haltung und verlangte neben dem Abzug der vietnamesischen Truppen auch einen Plan zur Verhinderung einer neuen Machtübernahme durch die Roten Khmer. Der kambodschanische Sitz in der UNO wurde Prinz Sihanouk zugesprochen, und auch die Volksrepublik China verkündete nach Gesprächen mit dem sowjetischen Außenminister Eduard Schewardnadse, dass sie jegliche Hilfe für die Roten Khmer nach Abzug der vietnamesischen Truppen einstelle.
Angezogen durch die wirtschaftlichen Potentiale, änderte auch Thailand seine Haltung unter einem neuen Premierminister und baute einerseits intensive diplomatische Verbindungen mit der kambodschanischen Regierung auf und begann andererseits, auf die USA hinsichtlich einer politischen Lösung des Kambodscha-Problems einzuwirken.
Die Bemühungen Frankreichs und der UdSSR trugen Früchte, und im Juli 1989 einigten sich die Außenminister der USA, der UdSSR und der Volksrepublik China darauf, dass die Roten Khmer keine Machtposition in einer neuen kambodschanischen Regierung erhalten dürften. Im September 1989 zog Vietnam schließlich alle Truppen aus Kambodscha ab. Nach Aussagen Vietnams waren während der Besetzung Kambodschas 55.300 vietnamesische Soldaten bei den Kämpfen mit den Roten Khmer gefallen.
Der Abzug der vietnamesischen Truppen, der zunehmende Druck durch die thailändische Armee und die Aussicht auf eine schlecht ausgerüstete kambodschanische Armee führten zu einem Rückzug der Roten Khmer auf kambodschanisches Gebiet. Innerhalb kurzer Zeit nahmen die Roten Khmer die Provinzhauptstädte Pailin und Battambang ein. Während Pailin eines der bedeutendsten Edelsteinabbaugebiete Asiens darstellt, ist Battambang die Reiskammer Kambodschas. Immer wieder griffen die Roten Khmer andere Landesteile Kambodschas an und verschleppten Kambodschaner als Arbeitssklaven in die von ihnen kontrollierten Gebiete. Mit Hilfe korrupter thailändischer Militärs entwickelte sich rasch ein lukrativer Handel mit Reis und Edelsteinen aus den von den Roten Khmer besetzten Gebieten gegen Waffen aus Thailand.
Ende 1989 legte Australien einen Plan zu einer Besetzung Kambodschas durch die UNO und einer Entwaffnung aller politischen Parteien mit anschließenden Wahlen vor. Dieser Plan wurde von dem russischen Diplomaten Igor Rogachew und dem französischen Diplomaten Claude Martin wiederum in intensiver gemeinsamer Arbeit als Grundstein für die spätere UNTAC-Mission gelegt.

## UN-Verwaltung und dritter Bürgerkrieg (1990–1998)
- 1991: Wiederaufflammen der Kämpfe zwischen Regierung und Roten Khmer.
- 1992–1993: Kambodscha wird vorübergehend der Aufsicht der UNO unterstellt (siehe auch UNTAC).
- 1993: In Kambodscha finden unter UN-Aufsicht erste freie Wahlen seit mehr als 20 Jahren statt (Wahlbeteiligung: 90 Prozent), die von den Roten Khmer boykottiert werden.
- 24. September 1993: Das Land erhält eine neue Verfassung als konstitutionelle Monarchie. Norodom Sihanouk wird erneut König.
- 1994–1996: Erneute Auseinandersetzungen mit den Roten Khmer.
- 1997: Pol Pot wird in einem öffentlichen Prozess verurteilt und stirbt kurz darauf. Ob durch Suizid oder eines natürlichen Todes, ist bis jetzt nicht restlos geklärt, jedoch ist ein Selbstmord wahrscheinlich.

## Unabhängigkeit, Wiederaufbau und Restauration der Monarchie (seit 1998)
- 26. Juli 1998: Im Lande werden freie Wahlen abgehalten, welche die Europäische Union mit einem Aufwand von 11 Millionen US-Dollar unterstützt.[8]
- 2003: Im Februar 2003 kommt es zu massiven Verstimmungen mit Thailand, als wütende Kambodschaner die thailändische Botschaft und mehrere thailändische Hotels in Phnom Penh anzünden. Auslöser war die Äußerung der thailändischen Schauspielerin Suwanan Kongying Angkor Wat gehöre eigentlich zu Thailand.[9] Dabei entkommt der bekannte deutsche Journalist Ralph Wagner nur knapp einem Anschlag. Thailand errichtet eine Luftbrücke mit Militärmaschinen und fliegt seine Bürger aus, bevor nach zwei Tagen die Unruhen zu Ende sind. Später stellt sich heraus, dass es sich bei dem angeblichen Radiointerview um einen Fernsehausschnitt handelte, der einer Soap-Episode entnommen war. Es werden Vermutungen laut, dass die kambodschanische Regierung diesen Streit lanciert habe, um bei den bevorstehenden Wahlen besser abzuschneiden.
- 7. Oktober 2004: In einem Brief aus Peking bittet König Sihanouk, seinen Rücktritt als Staatsoberhaupt zu akzeptieren, und fordert die Regierung auf, den in der Verfassung vorgesehenen 9-köpfigen Thronrat einzuberufen, der einen Nachfolger bestimmen muss. Der König ist seit Jahren schwerkrank, jedoch wird vermutet, dass der Grund für seinen Rücktritt die Unzufriedenheit mit den Streitigkeiten zwischen den führenden Parteien des Landes ist.
- 13. Oktober 2004: Kambodscha wird Mitglied der WTO.
- 14. Oktober 2004: König Norodom Sihanouk dankt ab. Neuer König wird sein Sohn Norodom Sihamoni.
- 2005: Ein Internationales Rote-Khmer-Tribunal soll in Phnom Penh seine Arbeit aufnehmen. Ziel des Tribunals ist die Verurteilung führender Köpfe der Khmer Rouge, die für die Massenmorde während des Pol-Pot-Regimes von 1975 bis 1979 verantwortlich waren.
- Juli / August 2007: Erste Anklage durch das UN-Tribunal wegen Menschenrechtsverletzungen nach Inhaftierung von Duch (Kaing Guek Eav), der Leiter des berüchtigten Gefängnisses Tuol Sleng war, in dem 16.000 Menschen gefoltert und dann auf die Killing Fields gebracht wurden.
- April 2009: Drei Jahrzehnte nach dem Sturz der Roten Khmer hat ein Mitglied der Führungsriege die Verantwortung für die mörderischen Verbrechen im berüchtigten Foltergefängnis S-21 übernommen. Er wolle sein „Bedauern und seine aufrichtige Reue“ zum Ausdruck bringen, sagte der frühere Leiter von S-21, Kaing Guek Eav, genannt Duch. Die Anklage erklärte, sie wolle 1,7 Millionen Opfern des damaligen Regimes in Kambodscha zu später Gerechtigkeit verhelfen. „Das verlangt die Geschichte“, sagte Staatsanwältin Chea Leang. Duch muss sich wegen Verbrechen gegen die Menschlichkeit, Folter und Mord vor dem von der UNO unterstützten Tribunal verantworten. Der zur Zeit des Prozesses 66-Jährige hatte das S-21 genannte Folterlager Tuol Sleng in der Hauptstadt Phnom Penh geleitet, in dem 16.000 Männer, Frauen und Kinder brutal gefoltert und schließlich vor den Toren der Stadt umgebracht wurden. Er ist geständig und hat zu Beginn der Vorverhandlung im Februar bereits um Vergebung für seine Taten gebeten.